# زتش (مقاطعة دلفان)
زتش (بالفارسية: زچ) هي قرية تقع في قسم كاكاوند الغربي الريفي (مقاطعة دلفان) في إيران. يقدر عدد سكانها بـ 69 نسمة بحسب إحصاء 2016.